# Stop the steal
Stop the steal (traducido al español como "Detengan el robo") es una teoría de conspiración del conservadurismo de los Estados Unidos en la que algunos partidarios del presidente Donald Trump han promovido afirmaciones falsas de fraude electoral generalizado durante las elecciones presidenciales de 2020. Esos partidarios han afirmado, sin evidencia, que Trump es el ganador de los comicios y que se llevó a cabo un fraude a gran escala en el conteo de votantes y votos en varios estados clave para arrebatarle el resultado y otorgárselo a su contrincante Joe Biden. 

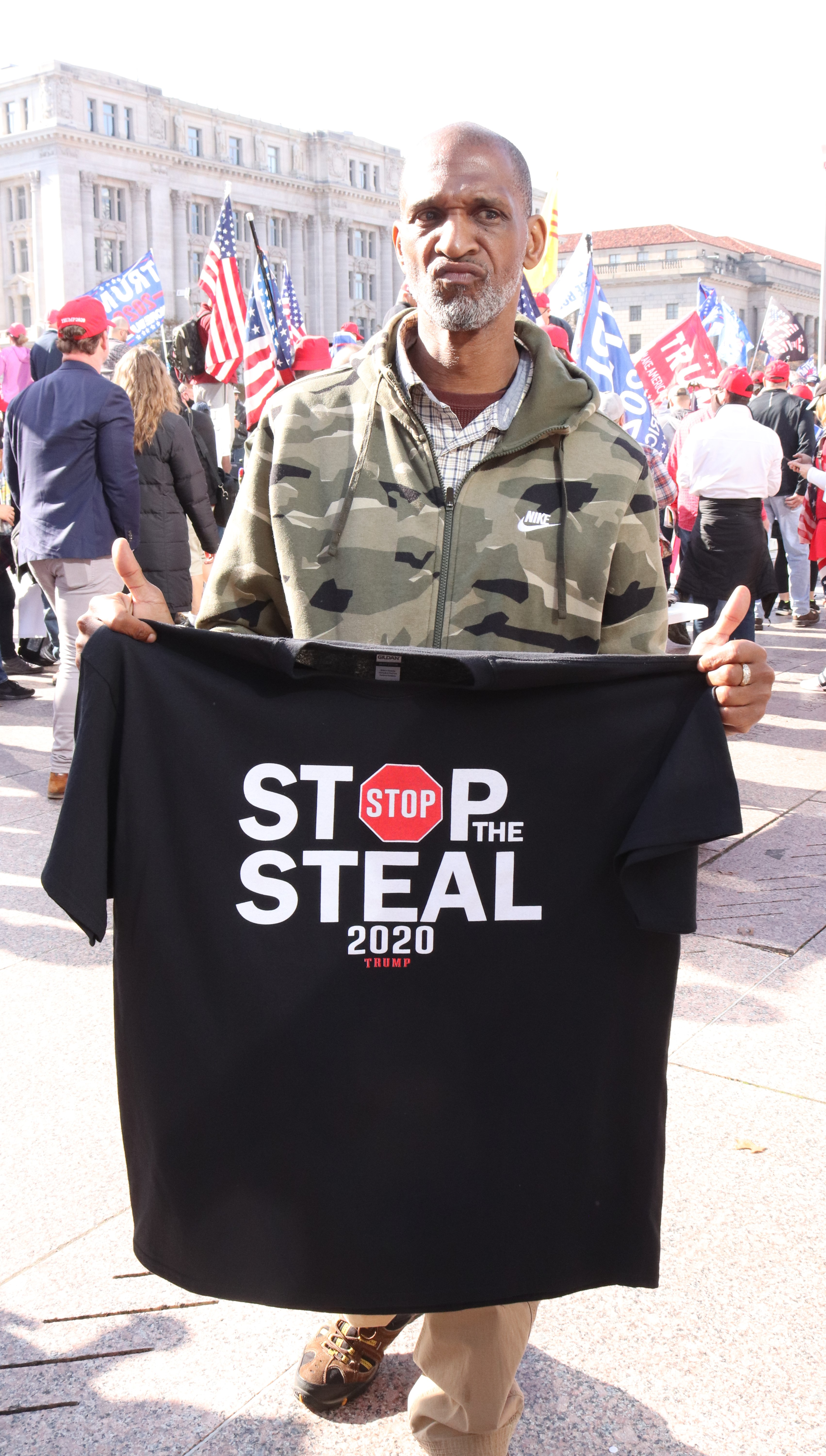
Un vendedor de souvenirs en una manifestación pro-Trump con el lema "Stop the steal"

La Associated Press, ABC News, CBS News, CNN, Decision Desk HQ, NBC News, The New York Times y Fox News han proyectado que el exvicepresidente Biden es el presidente electo, teniendo como mínimo los 270 votos necesarios del Colegio Electoral para reclamar la victoria. Una encuesta del New York Times a funcionarios electorales estatales no encontró evidencia de fraude electoral significativo, ni tampoco el Departamento de Justicia de Estados Unidos. Además, decenas de demandas presentadas por Trump y sus representantes para impugnar los resultados de la votación en varios estados fracasaron.

## Historia
"Stop the Steal" fue creado por el agente político republicano Roger Stone en 2016. Un grupo de Facebook con ese nombre fue creado durante el conteo de votos de 2020 por parte de Amy Kremer, cofundadora del grupo pro-Trump "Women for America First" y activista del movimiento Tea Party. Facebook eliminó el grupo el 5 de noviembre y lo describió como "organizado en torno a la deslegitimación del proceso electoral". Se reportó que al grupo se unían cerca de 1000 perfiles cada 10 segundos, para un total de 300.000 seguidores antes de que Facebook lo cerrara.
Todos los grupos posteriores de "Stop the Steal" han sido eliminados por los moderadores de Facebook debido a amenazas, incitación a la violencia y discusiones sobre violencia extrema, todos lo cual constituye una violación de los estándares de la comunidad de Facebook. Varios grupos "Stop the Steal" fueron fundados por extremistas de derecha después de que Donald Trump publicara mensajes en Twitter alentando a sus seguidores a detener el conteo ("Stop the Count"). Desde entonces, muchos de estos grupos no organizados de "Stop the Steal" han comenzado a protestar en varias ciudades de Estados Unidos, incluidas Washington D. C., Detroit; Lansing en Míchigan, Las Vegas en Nevada, Madison en Wisconsin, Atlanta en Georgia, y Columbus en Ohio. Varias de estas protestas han incluido a miembros de grupos extremistas como Three Percenters, Proud Boys y Oath Keepers. CNN calificó estos movimientos como "la reducción de la línea que separa la corriente principal de derecha y los extremistas de extrema derecha".
Poco después de que se eliminaron los grupos de Facebook, se creó un grupo falso de "Stop The Steal" para atraer a los partidarios de Trump. Una vez que se unió un gran número de simpatizantes, cambiaron el nombre del grupo a "Comunistas Gays por el Socialismo", en un intento de trolear a los miembros. Un administrador le dijo al grupo que cambiaron el nombre "para evitar la censura". Los intentos de Facebook de restringir a los grupos que difunden afirmaciones electorales falsas llevaron a un aumento en la popularidad de Parler, una red social alternativa que se comercializa como un paraíso de la libertad de expresión.